# Begaszentgyörgy
Begaszentgyörgy (korábban Bégaszentgyörgy, szerbül Житиште / Žitište, régi szerb nevén Sveti-Jurat, Begej Sveti Đurađ, németül Sankt Georgen vagy Sankt Georgen an der Bega, románul Sângeorgiu de Bega, Jitiște, magyarul a 19. század végéig Szentgyörgy) községközpont a szerbiai Vajdaság Közép-bánsági körzetében, Nagybecskerektől északkeletre.

## Története
A Temes–Béga-síkon, a Béga-csatorna bal partján fekvő, sakktáblás elrendezésű település első írásos említését 1319-ből ismerjük, amikor Károly Róbert a Kartal nemzetségbeli Kartali Tamás ilyédi várnagynak és testvérének Etelének adományozta a Zenthgyurgh nevű falut, később aztán Itebő, Szentgyörgy, Udvarnok, Harumdezsk és Vida helységekből álló uradalmának középponti helyéről Itebeinek írta magát, és még 1452-ben is az Itebei család birtoka volt, ebben az évben azonban a Himfiek rátörtek a helységre, és azt elpusztították.
A török hódoltság alatt a falu teljesen elpusztult.
1551. után, egy időre szerbek telepedtek le itt. A török hódoltság megszűntekor egyetlen ház sem maradt meg benne. A gróf Mercy-féle térképen is St. Czurcz néven, lakatlan pusztaként volt feltüntetve. Ezt a pusztát a kincstár egy ideig Becskerek város használatára engedte át, Kenderes és Deszpotovecz-pusztákkal együtt, melyeket 1781-ig bécsi marhakereskedők vettek bérbe.
1751-1760-ban a kamara a régi Szentgyörgy helyére mintegy ezer főből álló határőrvidéki katonaságot telepített le, ekkortájt több szerb család elköltözött Szentgyörgyről azokba a helységekbe, a melyekből 1774-ben a kiváltságos kikindai kerület alakult. A szerbek helyébe Arad vármegyéből románok telepedtek le, mivel azonban ép akkor épült a Béga-csatorna, a gyakori árvizeknek kitett lakosságot áttelepítették a régi helységtől déli irányban a vízszabályozási vonalnak egyik partosabb helyére, a hol most is áll.
1781-ben Szentgyörgy is a Kiss család földesúri hatósága alá került, a román lakosságának nagy része ekkor Pancsova vidékére költözött. Helyükbe Kiss Izsákné (Lukács Katalin) Bács-Bodrog, Torontál- és Temes vármegyék községeiből svábokat telepített le itt, akik a visszamaradt szerbek között csak 1814-ben alakíthattak külön községet.
1919-ig Magyarországhoz, Torontál vármegye Nagybecskereki járásához tartozott. A község szülötte volt Szentgyörgyi István (1881–1938) szobrász.
1947-ig a település neve Senđurađ (Сенђурађ), azaz Szentgyörgy.

## Népesség
1910-ben a település 2814 lelket számlált, melyből 1454 német, 1034 szerb és 214 magyar nemzetiségű volt.
A 2002-es népszámlálás adatai szerint a 3242 lakos 88%-a szerb volt.

### Demográfiai változások
| 1948 | 1953 | 1961 | 1971 | 1981 | 1991 | 2002 | 2011 |
| ---- | ---- | ---- | ---- | ---- | ---- | ---- | ---- |
| 3163 | 3226 | 3078 | 2921 | 3060 | 3074 | 3242 | 2898 |

## Nevezetességek
- Római katolikus temploma - 1815-ben épült, a második világháború után lerombolták
- Görögkeleti temploma - 1810-től 1839-ig épült
- Rocky szobor - Rocky Balboa, illetve az őt akakító Sylvester Stallone szobra